# فردریکس‌برگ، شهرستان لبنان، پنسیلوانیا
فردریکس‌برگ (به انگلیسی: Fredericksburg) یک منطقهٔ مسکونی در ایالات متحده آمریکا است که در پنسیلوانیا واقع شده‌است. فردریکس‌برگ ۱٬۳۵۷ نفر جمعیت دارد.